# Prefettura apostolica di Yueyang
La prefettura apostolica di Yueyang (in latino: Praefectura Apostolica Yochovensis) è una sede della Chiesa cattolica in Cina. La sede è vacante.

## Territorio
La prefettura apostolica comprende parte della provincia cinese di Hunan.
Sede prefettizia è la città di Yueyang.

## Storia
La prefettura apostolica di Yuezhou (Yueyang o Yochow) è stata eretta il 7 maggio 1931 con il breve Ob nimiam latitudinem di papa Pio XI, ricavandone il territorio dal vicariato apostolico di Changde (oggi diocesi).
Con l'avvento al governo del Partito Comunista Cinese, furono espulsi tutti i missionari, compreso il vescovo Angelo de la Calle Fontecha. Nel 1958 il governo procedette alla nomina e alla consacrazione, senza mandato papale, di Giacomo Li Shu-ren, membro dell'Ordine di Sant'Agostino, morto nel 1997.
Successivamente alla riformulazione delle circoscrizioni ecclesiastiche ad opera dell'Associazione patriottica cattolica cinese, l'antica prefettura apostolica, assieme a tutte le sedi cattoliche dello Hunan, sono state accorpate a formare la "diocesi di Hunan" con sede a Changsha.

## Cronotassi dei vescovi
Si omettono i periodi di sede vacante non superiori ai 2 anni o non storicamente accertati.
- Angelo de la Calle Fontecha, O.S.A. † (16 gennaio 1932 - 2 agosto 1964 deceduto)
  - Sede vacante
  - Giacomo Li Shu-ren, O.S.A. † (26 ottobre 1958 consacrato - 7 ottobre 1997 deceduto)